# Baie de Casey
La baie de Casey est une baie de la Terre d'Enderby, en Antarctique.
La baie a été observée à partir de photographies aériennes de l'Australian National Antarctic Research Expeditions (ANARE) en 1956.
Elle a été nommée par l'Australian Antarctic Names and Medals Committee (ANCA) d'après Richard Casey.